# Paraplacodus broilii
Il paraplacodo (Paraplacodus broilii) è un rettile estinto, appartenente ai placodonti. Visse nel Triassico medio (Anisico/Ladinico, circa 240 milioni di anni fa). I suoi resti sono stati ritrovati in Svizzera, nella regione del Monte San Giorgio.

## Descrizione
L'aspetto di questo animale, lungo circa un metro e mezzo, era vagamente simile a quello di un'iguana marina. Il cranio era alto e stretto, con una dentatura molto particolare: i denti anteriori delle mascelle erano lunghi, appuntiti e sporgenti, mentre quelli laterali delle mascelle erano emisferici (piuttosto diversi da quelli piatti degli altri placodonti) e separati da quelli anteriori da uno spazio (diastema). Altri denti emisferici erano presenti sul palato. Le costole dorsali erano simili a quelle di Placodus e come queste erano di forma squadrata, ma possedevano una curiosa espansione posteriore a ventaglio. Gli arti anteriori erano più robusti di quelli posteriori, e possedevano omeri massicci, ricurvi ed espansi nella regione dell'articolazione con le altre ossa della zampa. Il femore era più snello, mentre carpo e tarso erano poco ossificati. 

## Classificazione

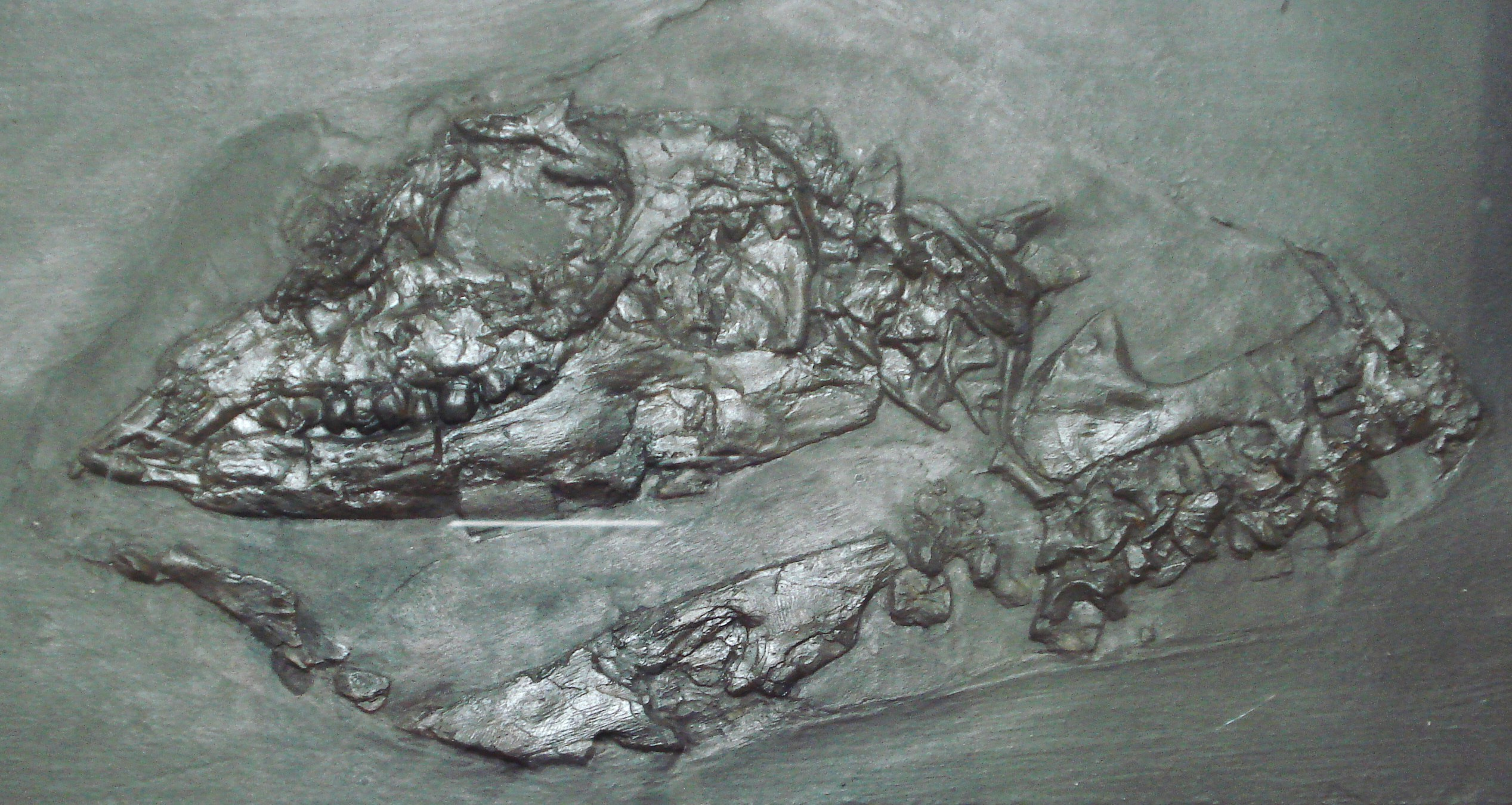
Cranio di Paraplacodus broilii (esemplare BSP 1953 XV 5), conservato nel Museo di Paleontologia di Monaco di Baviera

Questo animale venne descritto per la prima volta nel 1931, sulla base di alcuni resti fossili ritrovati negli anni precedenti sul versante svizzero del giacimento di Monte San Giorgio. Quasi tutti gli esemplari si trovano nelle collezioni dell'Università di Zurigo. L'esemplare meglio conservato è uno scheletro quasi completo con tutte le parti in connessione anatomica, descritto brevemente da Kuhn nel 1942. Il cranio più completo (esemplare BSP 1953 XV 5), invece, si trova nelle collezioni del Museo di Paleontologia di Monaco di Baviera.
Paraplacodus, come dice il nome, è strettamente imparentato con Placodus, uno dei generi di placodonti più noti. Alcune caratteristiche, come i denti emisferici, hanno però portato i paleontologi a ritenerlo più primitivo. Paraplacodus e Placodus non formano quindi un gruppo monofiletico, bensì una serie di forme via via più derivate e prossime all'origine del gruppo di placodonti noti come Cyamodontoidea, comprendente i placodonti più specializzati.

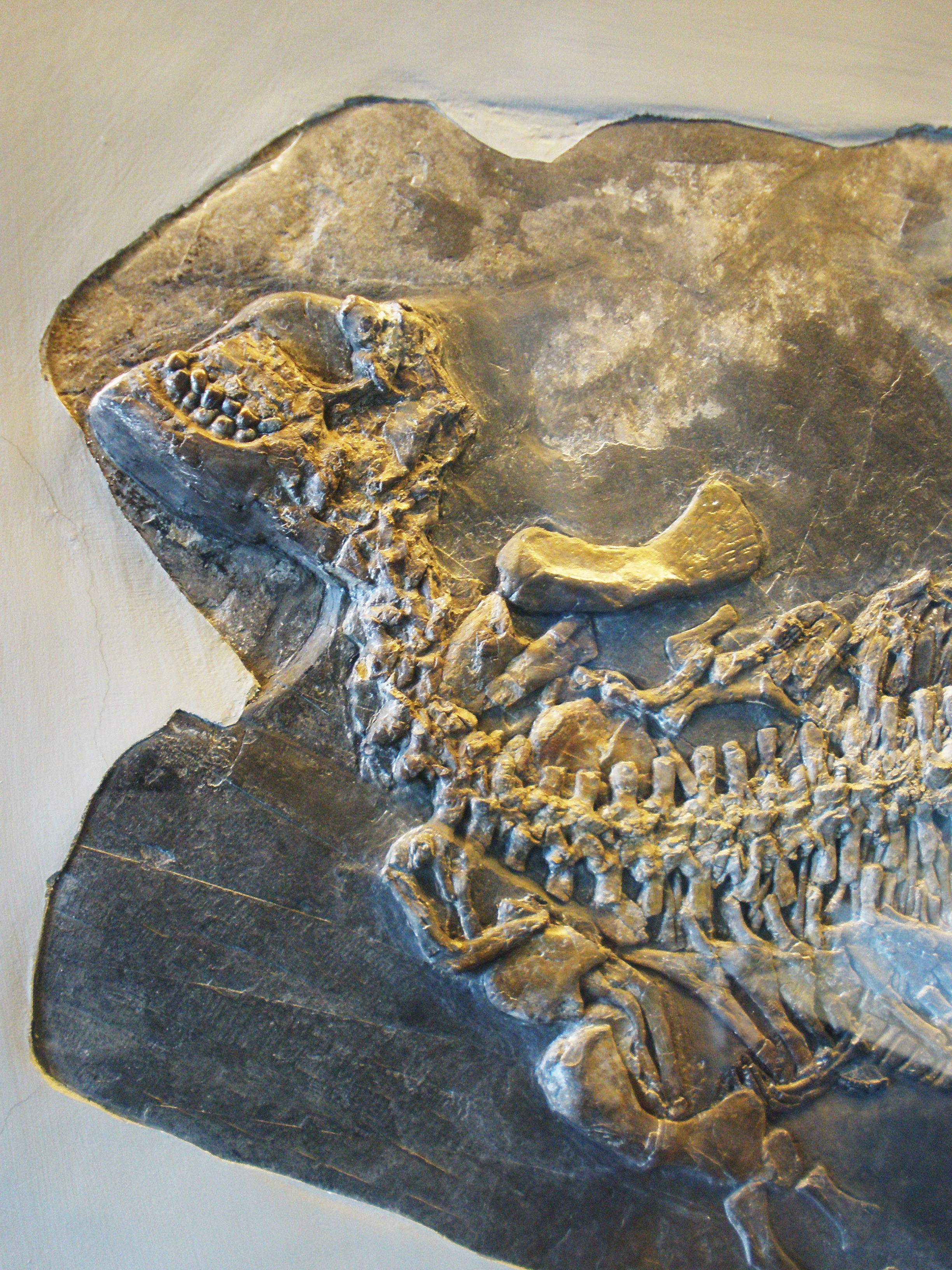
Metà anteriore dello scheletro di Paraplacodus broilii (esemplare descritto da Kuhn nel 1942)

## Stile di vita
Questo placodonte si cibava di invertebrati sessili (che vivevano attaccati sul fondale marino); Paraplacodus strappava questi animali con i denti anteriori, lunghi e appuntiti, e poi li schiacciava con quelli posteriori. Nuotava ondeggiando la lunga coda, mentre il corpo rimaneva pressoché rigido. 